# Vitalij Ivanovič Vorotnikov
Vitalij Ivanovič Vorotnikov (in russo Вита́лий Ива́нович Воротнико́в?; Voronež, 20 gennaio 1926 – Mosca, 19 febbraio 2012) è stato un politico sovietico, dirigente del Partito Comunista dell'Unione Sovietica, membro dell'ufficio politico (Politburo) del PCUS e Presidente del Praesidium del Soviet Supremo della RSFSR.

## Biografia
Nel 1940 entrò nella Scuola di Aviazione Industriale locale, specializzandosi in tecnologia dei motori degli aeromobili.
Dopo essersi diplomato continuò a lavorare presso lo stesso impianto e dopo la seconda guerra mondiale in posizioni organizzative del PCUS. Si è laureato in ingegneria nel 1954.
Esiliato a Cuba da Breznev, dal 1979 al 1982, come ambasciatore sovietico, ritornò in patria dopo la morte di quest'ultimo e gli venne affidato l'incarico di capo dei comunisti di Krasnodar.
Nel 1983 divenne Presidente del Consiglio dei commissari del popolo della RSFS Russa e nel 1988 Presidente del Praesidium del Soviet Supremo della RSFSR.
È deceduto a Mosca il 19 febbraio 2012.